# إيرل هاردي
إيرل هاردي هو سياسي كندي، ولد في 6 سبتمبر 1913، وتوفي في 15 يناير 2000. حزبياً، نشط في حزب الائتمان الاجتماعي في ألبرتا ‏. وقد انتخب عضو الجمعية التشريعية ألبرتا.